# Streptolizyna
Streptolizyna – toksyna będąca czynnikiem zjadliwości u paciorkowców grupy A (Streptococcus pyogenes). Jej budowa oraz funkcja jest podobna do produkowanej przez pneumokoki pneumolizyny.

## Podział
Zazwyczaj wyróżnia się dwa rodzaje tego enzymu: streptolizynę O oraz streptolizynę S.

### Streptolizyna O
Toksyna ta działa na neutrofile, erytrocyty oraz wiele innych komórek. Odpowiada za hemolizę krwinek czerwonych. Ulega nieodwracalnej inaktywacji pod wpływem temperatury, oraz odwracalnej pod wpływem środków utleniających, jakim jest tlen atmosferyczny. Streptolizyna O ma silnie właściwości immunogenne; uważa się, że podobna struktura antygenów własnych tkanek oraz tego enzymu przynajmniej częściowo odpowiada za niektóre choroby autoimmunologiczne. Badanie przeciwciał przeciwko streptolizynie O (ASO) jest użyteczne w diagnostyce choroby reumatycznej.

### Streptolizyna S
Toksyna ta jest nieimmunogenna, prawdopodobnie nie jest również czynnikiem wirulencji. Enzym odpowiada za hemolizę podczas hodowli na agarze z krwią, ponieważ nie ulega inaktywacji pod wpływem tlenu.